# Barbirotto
Antônio Barbeirotti Júnior, mais conhecido como Barbirotto (São Paulo, 19 de setembro de 1959), é um ex-futebolista brasileiro, que atuava como goleiro.
Atualmente, é preparador de goleiros do Náutico.

## Carreira

### Goleiro
Barbirotto iniciou sua carreira de goleiro aos 10 anos no futsal do Palmeiras, time de sua família, que são descendentes de italianos. Mais tarde, iniciaria sua carreira no futebol nas categorias de base do São Paulo, onde foi Campeão Paulista pela categoria dente-de-leite.
Atuou em 1978 pelo Goiânia e pelo Goiás.
Em 1980, atuando pela Catanduvense, foi eleito o melhor goleiro da divisão de acesso do Campeonato Paulista, pela Revista Placar.
Em 1982, foi emprestado ao Ferroviário.
Barbirotto manteve um vínculo com o São Paulo de 1981 a 1985, sendo o goleiro reserva de Waldir Peres na maior parte dos jogos, vindo a ser efetivado como titular somente em 1984. Contudo, não conseguiu se firmar no São Paulo e, a partir daí, peregrinou por vários clubes, a maioria deles do interior paulista.
Esteve em duas oportunidades no América-SP (segundo semestre de 1985 e 1989), onde conseguiu a façanha de ficar 768 minutos sem sofrer gols, marca ultrapassada por poucos goleiros na história do futebol brasileiro.
Em 1986, atuou pelo Juventus, onde foi campeão do Torneio Início Paulista naquele ano.
Passou pela Ponte Preta em 1987.
Esteve também em duas diferentes épocas no Joinville (1986, 1987 e 1988), sendo Campeão Estadual pelo time catarinense numa dessas ocasiões.
Disputou a Copa União de 1988 pelo Bangu.
Voltou a atuar pelo Ferroviário em 1989.
Chegou ao Caxias em fevereiro de 1990. Atuando pelo clube, sofreu uma fratura de crânio em 22 de junho de 1990, numa partida contra o Internacional. Após o choque com um companheiro de clube, teve parada cardíaca, seguida de parada respiratória.
Chegou ao Noroeste em julho de 1991 e foi onde, em 1992, pendurou as luvas.

#### Curiosidade
O goleiro foi citado na versão dublada do seriado Chaves, no episódio "Jogando Futebol", originalmente gravado em 1975.

### Treinador
Quando parou de jogar, Barbirotto chegou a ensaiar uma tentativa de se tornar treinador. Tentou a sorte em duas equipes: Jabaquara e Guarujá. Mas, ao perceber que o mundo da bola para um treinador de futebol é muito cruel, preferiu buscar seu espaço na área que era a sua preferida: o gol. Então, tornou-se treinador de goleiros e foi trabalhar nas categorias de base do Santos.

### Treinador de goleiros
Mesmo tendo parado de jogar, Barbirotto não se afastou do futebol. O ex-arqueiro foi preparador de goleiros do time juvenil (sub-17) do Santos.
Em 2002 e 2003, esteve no Juventude.
Também veio a trabalhar como preparador de goleiros no São Caetano (onde foi Campeão Paulista em 2004 junto com Muricy Ramalho), Otsuka e Kashiwa Reysol, ambos do Japão, no , no America, no Guarani e no futebol coreano.
Em 2010, trabalhou na comissão técnica do Dorival Junior no Santos e foi Campeão Paulista e da Copa do Brasil, sendo o grande responsável na grande campanha do goleiro Rafael Cabral. 
Em 2011, foi contratado pelo Atlético Mineiro, por indicação do então técnico Dorival Júnior, para ser o preparador de arqueiros do Galo. Com a saída do Dorival, foi demitido do Atlético também em agosto de 2011.
Em março de 2013, foi contratado pelo Náutico para ser o preparador de goleiros do clube pernambucano, após o último preparador de goleiros do Timbu ter sido contratado pelas divisões de base da Seleção Brasileira Sub-20.
Retornou a base do Santos em 2015 na categoria sub-17 onde foi vice-campeão Paulista em 2017 na categoria categoria sub-23 se sagrou vice-campeão brasileiro de aspirantes. Atualmente faz parte do sub-20.

## Títulos

### Como jogador
São Paulo
- Campeonato Paulista: 1981

Joinville
- Campeonato Catarinense: 1987

Juventus
- Torneio Início Paulista: 1986

## Campanhas de destaque

### Como jogador
Goiás
- Campeonato Goiano: Vice-campeão (1978)

Catanduvense
- Campeonato Paulista - Série A2: Vice-campeão (1980)

## Vida pessoal
De família italiana, filho de um boxeador e irmão de um jogador de basquete, Barbirotto morava perto do estádio do Palmeiras, onde, ainda com 10 anos, jogou futsal.
É casado com a ex-jogadora de vôlei Táta (Wanderleia Gonzalez) e tem duas filhas com ela, uma delas a judoca Karoline Barbeirotti, além de uma filha registrada em Santa Catarina.
Administrou um restaurante no Guarujá chamado Barbirotto's, mas hoje em dia trabalha como preparador de goleiros.